# 稽古

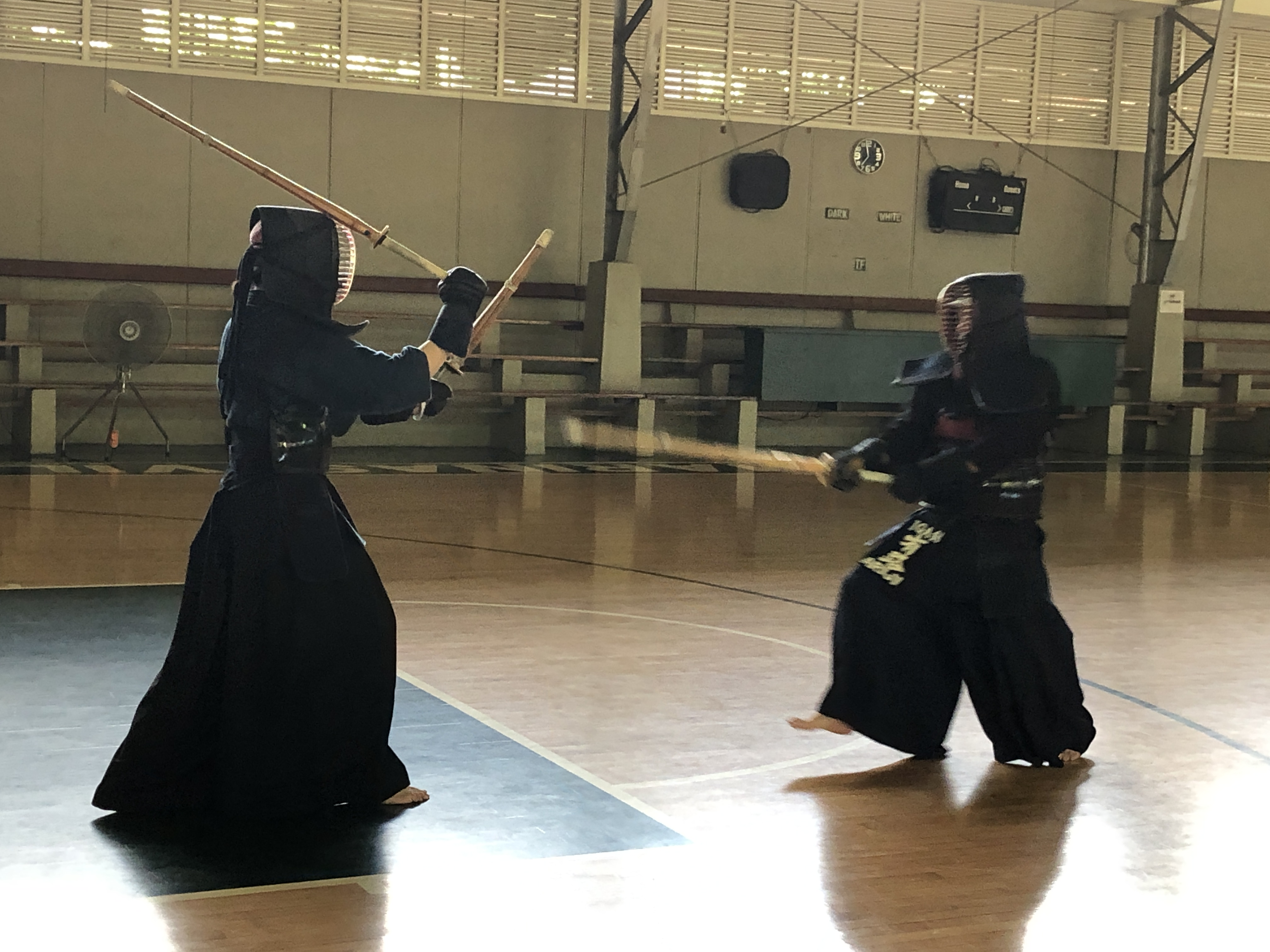
剣道の稽古

稽古（けいこ）とは、広く芸道に共通して使われる主に練習を指す言葉である。

## 概要
『書経』尚書/堯典などの中国古典籍にある言葉である。
日本では『古事記』太安万侶序文末に「稽古」がありその意味は、「古（いにしへ）を稽（かむがへ）ること」である。同文の「照今」（今に照らす）とあわせ、「稽古照今」という熟語としても使用される。
稽古は一般的なスポーツやレクリエーションなどで行われる練習と重なる部分が多いが、練習が競技会などの本番を目指して必要なスキルを習得するために行われるのに対し、多くの芸道では稽古は技の習得とともに自己の内面を研鑽し高めるプロセスとして捉えられており、そのすべてが本番であるといわれる。そのため、稽古はスポーツの練習などと比べると躾け的な要素も多く、「修練」「錬成」などと言い換えられる場合もある。
形の指導以後は細かい指導は行わず、稽古を通して師匠や先達の技を盗むという伝授方法を取る芸道も多い。稽古での成長過程は守破離という言葉で表される。例えば
日本武術などの形稽古においては過去の達人であった先人の遣った理想的な形に近づくべく修練することである。
こうして身についた形を守っている状態（守）に限界を感じ敢えて形を破り（破）、形に制約されない境地へ至る（離）。
武道、芸能に限らず、親方や師匠が教えることを、稽古をつけるという。また、単に学んだことを練習することも稽古という。さらにお稽古ごとというと、伝統芸能に限らずピアノ教室なども含まれる。どれにおいても、稽古を積み研鑚を重ねることによって実力をつけていく。
『風姿花伝』には、「稽古は7歳ぐらいから始めるのがよい」といった旨の記述があり、後世、稽古始めを6月6日とするようになり、江戸時代の歌舞伎において、「6歳6月6日」というセリフが頻繁に用いられ、伝統芸能では稽古始めを6月6日とするようになった。

## 大相撲における稽古
アマチュア相撲では稽古を「練習」と呼ぶことがあるが、角界で相撲の稽古を「練習」と呼ぶことは角界の習慣に馴染まない、所謂「ちゃんこが染みない」力士にありがちなことである。

### 申し合い
大相撲において最も一般的に行われる稽古で2人が土俵の中で勝負して決着がつくと負けた力士は土俵から出て周囲で見ていた力士達が次は自分だと手を挙げる。勝った力士はその中から1名を指名して次の相手にする。いわゆる勝ち抜き戦で、勝てばその分だけ稽古の番数が増える。

### 三番稽古
2人だけで何番も相撲を続ける稽古。三番という名前だが回数は特に決まっていないので、当人と稽古場が許せば何十回と繰り返しても構わない。特定の相手への対策などで行われ、特に親交の深い力士同士でも行われる。力士の間では略して「三番」と呼ぶ。

### ぶつかり稽古
通常は最後に行われる稽古。受け側が土俵中央付近で構え相手はそこに向かって当たって突進する。受け側は俵に足が掛かるところで押し返し相手が押し切れないと突き落としなどで転がすのが一般的だが、稀に受け側が突進することもあるという。土俵際での詰めを磨く稽古であり、受け側があまり簡単に土俵を割ったり押す側がいつまでも押し切れずに転がされてばかりだと充分な稽古になりにくい。
多くの場合、上位力士が受け側に立つが、横綱大関の場合、特定の力士がぶつかりの相手をつとめることが多い（北の富士勝昭に対する高見山大五郎、北の湖敏満に対する金城興福など）。また相撲部屋によっては親方がまわしを締めて受け側を務めることもある（初代若ノ花に対する花籠親方、元大ノ海など）。

### 見取稽古
通常、稽古場に土俵は1面しかなく、しかも土俵には同時に2人しか上がれないので、それ以外の土俵に上がっていない力士は土俵を囲み、稽古を見ていることになる。他人の稽古を見てその良し悪しを自分で分析することも稽古になると言う意味でこの言葉が存在する。申し合いで負けて土俵の外に出た力士や、なかなか順番が廻らない力士はこれをいかに効率よく行うかが重要になる。
土俵には2人しか上がれないという点の対策として、元横綱照國の6代伊勢ヶ濱は伊勢ヶ濱部屋に土俵を2面作り話題になったが、「見るのも稽古のうち」という見解も強く、主流にはならなかった。しかし、2022年夏頃を目途に完成する元横綱稀勢の里の二所ノ関部屋では土俵が2面設置される予定になっている。

### 山稽古
稽古土俵が不足しているなどのことから稽古場以外で行う稽古。山という名だが場所にこれといった決まりはない。昔は巡業などでもよく見られたが最近は環境の変化などにより減っているという。

### 出稽古
力士が他の相撲部屋を訪問して合同で行う稽古。力士の人数が少ない部屋や、幕下以下の力士ばかりで関取がいない部屋では、充実した稽古が望めない場合が多いため、そのような部屋に所属している力士たちは、他の部屋を訪問して合同で行う出稽古が極めて重要になる。出稽古に行く部屋は同じ一門の部屋が基本だが、別の一門の部屋へ出稽古に行くことが禁止されているわけではない。

## 手車
大正時代まで一般的であった「手四つ」の体勢になり、互いに相手の出方をうかがう稽古。

## 演劇における稽古

### 概要
演劇は歌舞伎などの芸能から派生した由縁からか、師弟関係とは言えない現代演劇でも、そのまま「稽古」と言われる。

### 読み合わせ
稽古の最初の段階。俳優が台本を持ち台詞を声にして読んでいく、動作を伴わない台詞だけの稽古。ここで演出家の意見などを聞き、役作りを深めていく。かつては「本読み」と呼ばれることも多かったが、厳密には本読みは脚本家や演出家が俳優を前にセリフをすべて音読して意図を伝える行為である。

### 半立ち稽古
読み合わせと立ち稽古の中間的段階の稽古。俳優に完全に台詞が入っていない段階で、台本を手にして大体の動きを追いながら、読み合わせを行なう稽古。再演作品などの場合、ここからはじめることもある。

### 立ち稽古
演技などの動作を加えていく稽古のこと。本物もしくは代用品を使って大道具・小道具などを模して感覚をつかんでいく。

### 小返し
演劇などの稽古の途中で具合の悪いところを、その小部分だけ繰り返して稽古すること。単に「返し」と言う事もある。

### 抜き稽古
演出家の要望によって、重点的に稽古をする必要のある部分を抜き出して行う稽古のこと。また、出演者の不在などの都合によって、出来る部分のみを行う稽古。

### 総稽古
稽古場で行う最後の段階で、舞台稽古の前の段階。音楽なども入れて総合的に行われる。実際的には、音楽などは順次入れて稽古をしているが、全セクション挙げて稽古場で気持ちを切り替えて臨むので、区別して言われる時がある。

### 舞台稽古
実際に舞台で行う稽古。様々な制約から稽古場ではできなかった事も含めて行う。ゲネプロやドレス・リハーサルの事を指す時もあるが、単に舞台を使って行う稽古をさすだけの事が多い。スケジュールに余裕が無いと、場当たりに終始してしまいがち。

### 転換稽古
舞台転換の為の稽古。暗転の時間が思惑より長い時などに、稽古することによって錬度を上げムダを無くし時間内に収まるようにしたり、転換時に起こり得る問題を未然に防ぐ為の稽古だったりする。

### 場当たり稽古
通称:場当たり。舞台に本番と同じように大道具などを飾り、立ち位置や出入りの段取り合わせをすること。ダブルキャスト(もしくはそれ以上)で公演を行っている時などには、交替のときに要所要所でのキッカケを合わせる為に行われる。キッカケを合わせる為のものを特に「キッカケ合わせ」ともいう。

### ドレス・リハーサル
衣裳も完全に本番と同じにして行うリハーサルのこと。オペラやクラシックなどではゲネプロと同義として使われる。演劇ではあまり使わない。特に、稽古場から衣裳までつけて稽古をしているカンパニーにおいては、これを区分する意味合いは薄い。

## 注
1. ↑   孔子 (中国語), 尚書/堯典, ウィキソースより閲覧。
2. ↑  南谷直利、北野与一　「稽古」及び「練習」の語誌的研究　北陸大学 紀要, 2002
3. 1 2 3  西平直『稽古の思想』 春秋社 2019年 ISBN 978-4-393-31303-9 pp.18-24,49-52,
4. ↑  小笠原敬承斎 『武家の躾 子供の礼儀作法』 光文社新書 2016年 pp.187 - 188.
5. ↑  鍋に熱燗2本注いだ北の湖さん　ぼそりと「下積みが…」 朝日新聞DIGITAL 2020年9月26日 11時00分 (2020年10月12日閲覧)
6. ↑  『大相撲中継』2017年11月18日号 p8
7. ↑  田中亮『全部わかる大相撲』(2019年11月20日発行、成美堂出版)p.106
8. ↑  コトバンク-出稽古
9. ↑  『大相撲ジャーナル』2017年6月号70頁